# Чалкиитсик
Чалкиитсик (англ. Chalkyitsik, гвичин: Jałk’iitsik) — статистически обособленная местность в зоне переписи населения Юкон-Коюкук, штат Аляска, США.

## География
По данным Бюро переписи населения США площадь населённого пункта составляет 23,5 км², из них суша составляет 22,6 км², а водные поверхности — 0,9 км². Расположен на реке Блэк, примерно в 80 км к востоку от города Форт-Юкон.

## Население
По данным переписи 2000 года население статистически обособленной местности составляло 83 человека. Расовый состав: коренные американцы — 97,59 %; белые — 2,41 %. Доля лиц в возрасте младше 18 лет — 27,7 %; лиц старше 65 лет — 15,7 %. Средний возраст населения — 33 лет. На каждые 100 женщин приходится 137,1 мужчин; на каждые 100 женщин в возрасте старше 18 лет — 185,7 мужчин.
Из 35 домашних хозяйств в 25,7 % — воспитывали детей в возрасте до 18 лет, 28,6 % представляли собой совместно проживающие супружеские пары, в 2,9 % семей женщины проживали без мужей, 51,4 % не имели семьи. 37,1 % от общего числа семей на момент переписи жили самостоятельно, при этом 14,3 % составили одинокие пожилые люди в возрасте 65 лет и старше. В среднем домашнее хозяйство ведут 2,34 человек, а средний размер семьи — 3,29 человек.
Средний доход на совместное хозяйство — $16 250; средний доход на семью — $16 875.